# Nymphon spicatum
Nymphon spicatum är en havsspindelart som beskrevs av Child, C.A. 1982. Nymphon spicatum ingår i släktet Nymphon och familjen Nymphonidae. Inga underarter finns listade i Catalogue of Life.